# Слэй, Брэндон
Брэндон Дуглас Слэй (англ. Brandon Douglas Slay; 14 октября 1975, Амарилло, Техас, США) — американский борец вольного стиля, чемпион Олимпийских игр.

## Биография
Во время учёбы в школе был чемпионом штата по американскому футболу и трёхкратным чемпионом штата по борьбе. В 1990 году выступил на чемпионате мира по греко-римской борьбе среди кадетов, где завоевал бронзовую медаль, а на следующий год на таком же чемпионате был вторым. В 1992 году выступил на чемпионате мира среди юниоров уже по вольной борьбе, где был пятым.
После школы поступил в Пенсильванский университет, где изучал бизнес. В это время он завоевал «серебро» на чемпионате США по версии NCAA. В 1995 году победил на Играх стран Тихоокеанского бассейна. В 1998 году занял первое место на турнире FILA «Кубок пяти континентов». В 1999 году был чемпионом мемориала Дейва Шульца, в 2000 году там же стал вторым.
На Олимпийских играх 2000 года в Сиднее боролся в категории до 76 килограммов (средний вес). Участники турнира, числом в 20 человек, были разделены на шесть групп, в каждой из которых борьба велась по круговой системе. Победители в группах выходили в четвертьфинал, где боролись по системе с выбыванием после поражения. Проигравшие занимали места соответственно полученным в схватках квалификационным и техническим баллам. Слэй в первой своей встрече с трудом победил явного фаворита Бувайсара Сайтиева, который не восстановился от травм. Победив в группе, вышел в финальную часть, дошёл до финала, где проиграл немцу Александру Лайпольду. Но вскоре Лайпольд был дисквалифицирован за допинг и лишён золотой медали, соответственно Брэндон Слэй стал олимпийским чемпионом.
| Круг          | Соперник           | Страна    | Результат | Основание                                   | Время схватки |
| ------------- | ------------------ | --------- | --------- | ------------------------------------------- | ------------- |
| 1 (группа 1)  | Бувайсар Сайтиев   | Россия    | Победа    | 4-3 (4 технических балла)                   | 6:34          |
| 2 (группа 1)  | Пламен Паскалев    | Болгария  | Победа    | 4-1 (4 технических балла)                   | 6:00          |
| Четвертьфинал | Геннадий Лалиев    | Казахстан | Победа    | 2-2 (по предпочтению) (2 технических балла) | 9:00          |
| Полуфинал     | Адем Берекет       | Турция    | Победа    | 3-1 (3 технических балла)                   | 6:00          |
| Финал         | Александр Лайпольд | Германия  | Поражение | 0-4                                         | 6:00          |

После олимпийских игр оставил карьеру в борьбе.
В 2000 году стал обладателем приза Джона Смита, вручаемого лучшему борцу-вольнику года в США.
Набожный христианин, работал на общество Greater Gold, пропагандирующем христианство и организующем летние лагеря, где Брэндон Слэй тренировал молодых людей в борьбе.
На настоящее время является помощником главного тренера сборной США по вольной борьбе и постоянным тренером в Олимпийском центре подготовки в Колорадо-Спрингс.
Женат, имеет дочь.